# Gene Roddenberry
Eugene Wesley Roddenberry (El Paso, Texas, 19 de agosto de 1921-Santa Mónica, California, 24 de octubre de 1991) fue un director y productor estadounidense, mundialmente conocido por sus series de ciencia ficción, especialmente por la serie de televisión original y saga Star Trek.
De su obra se desprende una larga franquicia, que nació en 1966 y que ha durado hasta el presente; se prevé que continúe con nuevos films y series de televisión.
Fue una de las primeras 24 personas, todas ellas ciudadanos estadounidenses, cuyas cenizas se esparcieron por el espacio durante el lanzamiento del satélite español Minisat 01. El lanzamiento se produjo el 21 de abril de 1997 a las 14:00 horas, desde la base aérea de Gando, en Gran Canaria, con un cohete Pegasus XL que viajaba en la panza de un avión Lockheed comandado por el capitán estadounidense Bill Weaver.
El asteroide (4659) Roddenberry fue nombrado en su honor.

## Biografía

### Primeros años
Roddenberry nació en El Paso, Texas, el viernes 19 de agosto de 1921, y pasó su niñez en Los Ángeles. Ahí estudió tres años para policía, pero se interesó en la ingeniería aeronáutica y obtuvo una licencia de  piloto. Posteriormente se inscribió como voluntario en el Cuerpo de Aviación del Ejército de los Estados Unidos, realizando su entrenamiento como cadete de vuelo cuando su país entró a participar en la II Guerra Mundial, a finales de 1941.
Roddenberry voló en aproximadamente 89 misiones de guerra. Por su brillante actuación, le fueron otorgadas las condecoraciones Distinguished Flying Cross y Air Medal. Mientras se encontraba en el Pacífico Sur comenzó a escribir en sus ratos libres. Empezó vendiendo sus historias a revistas para aficionados a la aviación. Posteriormente, escribió poesía, que publicó en diversos medios, incluyendo el New York Times.
Cuando terminó la guerra, se unió a la Pan American World Airways, y a la vez, estudió Literatura en la Universidad de Columbia.

### Vida en la televisión

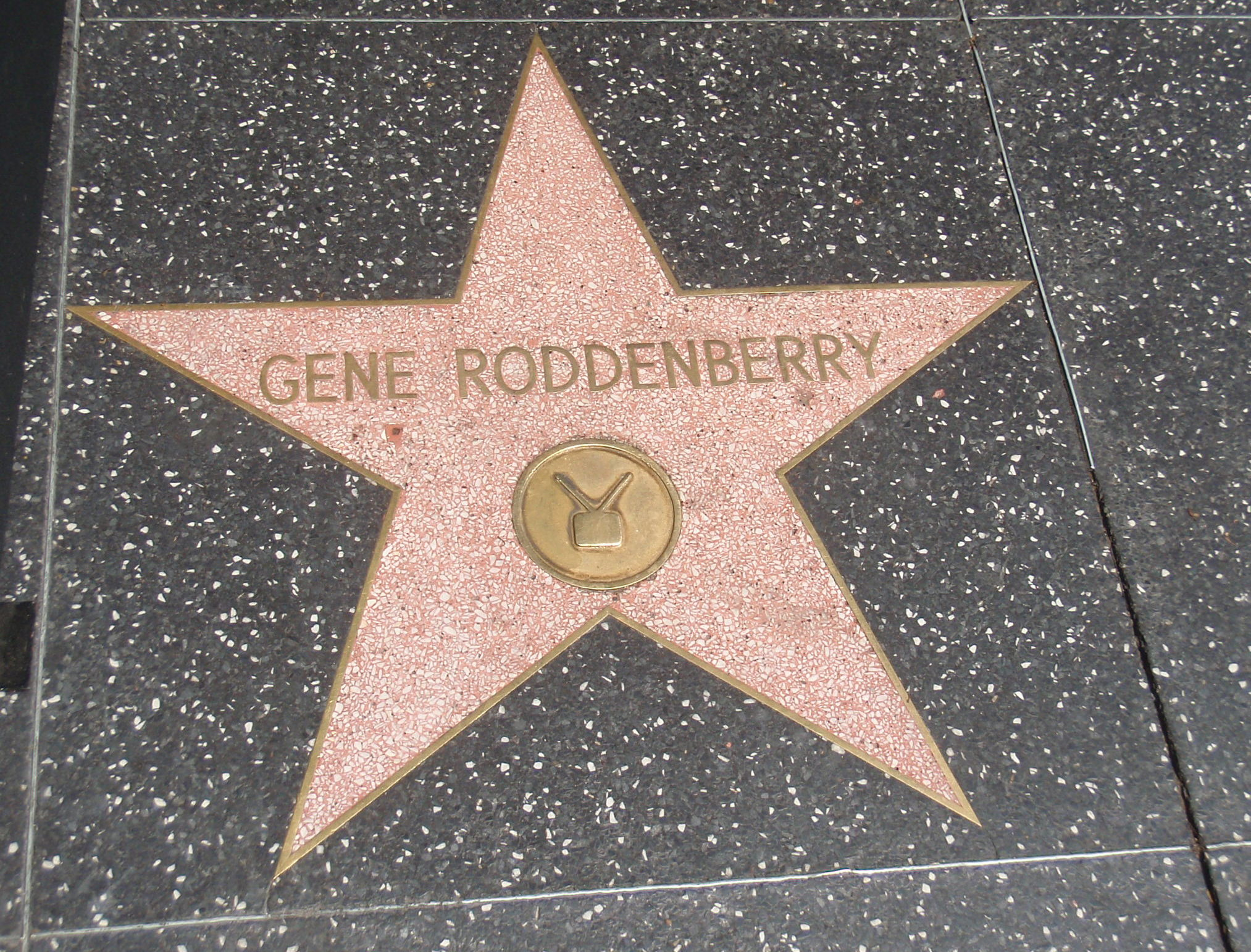
Estrella de Roddenberry en el paseo de la fama.

Roddenberry continuó ejerciendo como piloto hasta que vio la televisión por primera vez. Habiendo estimado debidamente que la televisión tendría un gran futuro en la sociedad del siglo XX, se dio cuenta de que este nuevo medio de comunicación requeriría buenos escritores. Sin pensarlo dos veces, dejó atrás su carrera de piloto y se mudó a Hollywood, solo para encontrar la industria de la televisión aún en pañales, con algunos proyectos a realizarse por advenedizos.
Estando en California, decidió enrolarse en el departamento de policía de Los Ángeles. Durante el tiempo de su servicio, en el que llegó a ser sargento, vendió muchos guiones para funciones como Goodyear Theatre, The Kaiser Aluminum Hour, Four Star Theater, Dragnet, The Jane Wyman Theater, y Naked City. Debido al relativo éxito de estas funciones, se licenció de la policía de Los Ángeles y se dedicó a trabajar como guionista independiente o contratista de guiones, principalmente de ciencia ficción.

## Star Trek

### El cuento que siempre quiso soñar: Viaje a las estrellas
Star Trek (Viaje a las Estrellas en Hispanoamérica) vio la luz por primera vez a mediados de la década de 1960.
El primer piloto fue rechazado por la cadena de televisión NBC, alegando que era «muy cerebral». Sin embargo, cuando Star Trek: La serie original fue emitida, se transformó en serie de culto y desarrolló una legión de leales seguidores, que serían conocidos como Trekkies. 
En su honor, la NASA puso el nombre de Enterprise a una lanzadera espacial, en referencia a la amada nave del capitán Kirk, la USS Enterprise (NCC-1701).
Tras finalizar la serie original, que duró tres temporadas, Roddenberry produjo varias películas, así como un considerable número de maquetas pilotos para series de televisión. Recibió tres doctorados honoris causa: Doctor en Letras Puras, del Emerson College (1977), Doctor en Literatura, del Union College de Los Ángeles, y Doctor en Ciencias, del Clarkson College en Potsdam, Nueva York (1981).

### La serie que nunca existió
En junio de 1977, Star Trek iba a convertirse nuevamente en serie, tras el éxito de la serie original. La Paramount intentó lanzar una nueva serie, cuyo nombre iba a ser Star Trek: Phase II. Se empezaron a diseñar los escenarios en julio y la lista de directores y guionistas se hizo pública en agosto. Todo el reparto original, con la excepción de Leonard Nimoy (el sr. Spock), volvía para representar sus papeles junto a nuevos personajes, como el teniente Xon, que ocuparía el hueco de Spock, como primer oficial, Willard Decker, y como navegante, la teniente Ilia.
Cuando estaba casi terminado todo el trabajo con los escenarios y el vestuario, la Paramount abandonó sus planes, debido al éxito de Star Wars (La guerra de las galaxias), por lo que decidieron convertir la serie en Star Trek: la película.

### La nueva generación
En septiembre de 1987, Star Trek: La nueva generación continuó la leyenda que Roddenberry había comenzado 25 años antes con la serie original. Esta nueva serie ofrecía a Gene mayores posibilidades técnicas y un presupuesto menos ajustado para llevar a cabo su visión del futuro. Jamás una serie de ciencia ficción ha alcanzado tanta popularidad.

## Fallecimiento, herencia y sepultura
El 24 de octubre de 1991, durante la 5ª temporada de la nueva generación Gene Roddenberry falleció de un ataque cardíaco en Santa Mónica, California. A la muerte de Roddenberry, sobrevivieron su esposa, Majel Barrett (que interpretó a la enfermera Chapel en la serie original y a Lwaxana Troi en  la nueva generación) y su hijo, Rod Roddenberry, sus dos hijas de un matrimonio anterior, y dos nietos.
El legado que dejó Star Trek, tal y como lo concibió Gene, continuó creciendo con nuevas series, como Star Trek: Espacio profundo 9 (1993), Star Trek: Voyager (1995) y Star Trek: Enterprise (2001). Star Trek: La nueva generación dio lugar a cuatro películas, estrenándose en 1994 con Star Trek VII: La próxima generación. Roddenberry recibe muchas veces el cariñoso apelativo de "Gran Ave de la Galaxia." 
Otras creaciones de Roddenberry son Andrómeda, La Tierra: Conflicto Final y las películas para televisión:  Genesis II, Planet Earth, The Questor Tapes, Spectre.
Sus cenizas fueron los primeros restos humanos en ser enviados al espacio, el 21 de abril de 1997, en la misión española Minisat 01, como homenaje al creador de la exitosa franquicia estelar Star Trek, de esta forma Gene Roddenberry logró ir "A donde nadie ha ido jamás".

## Créditos
- El Teniente, drama bélico (1963-1964)
- La Tierra: Conflicto Final, obra póstuma (1997-2002).
- Andrómeda, obra póstuma (2000-2005).
- Star Trek, franquicia de series de televisión y películas de ciencia ficción.
- Star Trek (1966-1969)
  - The Cage (Historia, 1964)
  - Las chicas de Mudd (Historia, 1966)
  - Charlie X (Historia, 1966)
    - Roddenberry también puso su voz en este episodio en un cameo no acreditado

  - La colección de fieras (I y II) (Historia, 1966)
  - El regreso de los Arcontes (Historia, 1967)
  - Pan y Circo (Historia, 1967)
  - Una pequeña guerra privada (Puesta en escena, 1968)
  - La gloria del Omega (Historia, 1968)
  - Misión: La Tierra (Historia, 1968)
  - El telón salvaje (Historia, 1969)
  - La intrusa traidora (Historia, 1969)
- Star Trek: La serie animada (1972-1973)
  - (completar)
- Star Trek: La nueva generación (1987-1989)
  - Encuentro en Farpoint (Historia, 1987)
  - El regalo de Q (Puesta en escena, 1987)
  - Datalore (Puesta en escena, 1988)

Roddenberry también fue acreditado como «creador» en todos los episodios de TNG, DS9, VOY y ENT, en todas las películas y en la mayor parte de los videojuegos como Star Trek: Elite Force II o Star Trek: Bridge Commander, bajo el título de «Basado en Star Trek, creado por Gene Roddenberry».
Roddenberry también está acreditado como compositor de la letra de la canción introductoria de TOS, aunque nunca se grabaron ni usaron.